# Michaił Kalinin
Michaił Iwanowicz Kalinin (ros. Михаил Иванович Калинин; ur. 7 listopada?/19 listopada 1875 we wsi Wierchniaja Trojca (ujezd korczewski guberni twerskiej), zm. 3 czerwca 1946 w Moskwie) – polityk radziecki, członek partii bolszewików od 1898 r.
Kalinin był współodpowiedzialny za masowe zbrodnie komunistyczne. Jego podpis, jak i innych członków politbiura, widnieje na decyzji o zamordowaniu polskich oficerów w Katyniu w 1940 r.

## Życiorys
Pochodził z rodziny chłopskiej. W 1919 r., po śmierci Jakowa Swierdłowa, został przewodniczącym Ogólnorosyjskiego Centralnego Komitetu Wykonawczego Rad Rosyjskiej FSRR, czyli formalną głową państwa. Od utworzenia ZSRR łączył tę funkcję ze stanowiskiem przewodniczącego Centralnego Komitetu Wykonawczego ZSRR (głowy państwa związkowego). Od roku 1938, czyli od wejścia w życie nowej konstytucji ZSRR, pełnił funkcję Przewodniczącego Prezydium Rady Najwyższej ZSRR. W przeciwieństwie do Swierdłowa był działaczem niewielkiego kalibru i wysunięto go na tak ważny urząd, gdyż był jednym z nielicznych bolszewików pochodzenia chłopskiego. Nazywano go w propagandzie wszechzwiązkowym starostą, ale jego rola była głównie reprezentacyjna.
W roku 1919 został kandydatem (zastępcą członka) Biura Politycznego Komitetu Centralnego RKP(b), a w 1925 roku pełnym członkiem Biura Politycznego.
Początkowo był przeciwny kolektywizacji, ale w końcu pod presją Stalina ją poparł. Stalin tolerował pewną niezależność w wypowiedziach Kalinina, gdyż uważał go za polityka prostolinijnego i chwiejnego, niezdolnego do intryg i w ostateczności zawsze podtrzymującego linię wodza. Niemniej jednak żona Kalinina była aresztowana i więziona w łagrach, skąd zwolniono ją dopiero w latach czterdziestych.
Kalinin został zwolniony kilka miesięcy przed śmiercią z funkcji głowy państwa z powodu choroby.

## Upamiętnienie
Jeszcze za życia samego Kalinina władze sowieckie przemianowały w 1931 Twer, w sąsiedztwie którego się urodził, na Kalinin. W 1990 powrócono do historycznej nazwy Twer. W 1946 po jego śmierci  Królewiec (niem. Königsberg) przejęty po II wojnie światowej przez ZSRR  został przemianowany na Kaliningrad.
9 maja 2023 roku opublikowano uchwałę, którą Komisja Standaryzacji Nazw Geograficznych poza Granicami Rzeczypospolitej Polskiej podjęła miesiąc wcześniej (na swoim posiedzeniu 12 kwietnia), na mocy której jako nazwy miasta zaleca się stosowanie w języku polskim tradycyjnej nazwy „Królewiec”, niezalecane jest tym samym używanie rosyjskiej nazwy „Kaliningrad”.